# Narciso nero (miniserie televisiva)
Narciso nero (Black Narcissus) è una miniserie televisiva statunitense in tre puntate, basata sull'omonimo romanzo di Rumer Godden.
La miniserie presenta una delle ultime apparizioni di Diana Rigg, morta nel settembre 2020. Il dramma è stato presentato in anteprima il 23 novembre 2020 su FX negli Stati Uniti d'America, e il 27 dicembre 2020 su BBC One nel Regno Unito.
La miniserie è disponibile in italiano dal 16 aprile 2021 su Disney+ come Star Original.

## Trama
A Mopu c’è un palazzo che cela oscuri segreti. L’edificio entra in possesso delle Suore di St. Faith, nella speranza che lo liberino dai ricordi infelici che porta. Passato e presente si fondono e Clodagh, una suora del convento, potrebbe essere portata ad uno scontro finale a causa dell’arrivo del generale Dilip Rai.

## Personaggi e interpreti
- Gemma Arterton interpreta sorella Clodagh
- Alessandro Nivola interpreta il sig. Dean
- Aisling Franciosi interpreta sorella Ruth
- Diana Rigg interpreta madre Dorothea
- Jim Broadbent interpreta padre Roberts
- Gina McKee interpreta sorella Adela
- Rosie Cavaliero interpreta sorella Briony
- Patsy Ferran interpreta sorella Blanche
- Karen Bryson interpreta sorella Philippa
- Nila Aalia interpreta Angu Ayah
- Charlie Maher interpreta Con
- Dipika Kunwar interpreta Kanchi
- Chaneil Kular interpreta Dilip Rai
- Gianni Gonsalves interpreta la principessa Srimati
- Soumil Malla interpreta Joseph Anthony
- Kulvinder Ghir interpreta il generale Toda Rai

## Produzione
Nell'ottobre 2019, sono iniziate le riprese di un nuovo dramma in tre parti liberamente ispirato al romanzo Narciso Nero di Rumer Godden del 1939, già adattato in un film dello stesso nome nel 1947, con Deborah Kerr come sorella Clodagh.
La miniserie è una coproduzione tra BBC e FX. Alessandro Nivola e Gemma Arterton fanno parte del cast della serie, con Amanda Coe che scrive la sceneggiatura e Charlotte Bruus Christensen come regista. Le riprese si sono svolte a Jomsom, Nepal e ai Pinewood Studios. The drama premiered on November 23, 2020 on FX.

## Distribuzione
La miniserie è uscita in anteprima il 23 novembre 2020 su FX negli Stati Uniti d'America e il 27 dicembre 2020 su BBC One nel Regno Unito. In Italia la miniserie è stata resa disponibile a partire dal 16 aprile 2021 su Disney+, come Star Original.